# Оленниково
Оленниково — деревня в Великоустюгском районе Вологодской области.
Входит в состав Трегубовского сельского поселения, с точки зрения административно-территориального деления — в Трегубовский сельсовет.
Расстояние по автодороге до районного центра Великого Устюга — 25,5 км, до центра муниципального образования Морозовицы — 15 км. Ближайшие населённые пункты — Кременье, Щекино, Старково, Ширяево.
По переписи 2002 года население — 1 человек.